# (73605) 4041 T-2
(73605) 4041 T-2 – planetoida z pasa głównego asteroid okrążająca Słońce w ciągu 4,28 lat w średniej odległości 2,63 j.a. Odkryta 29 września 1973 roku.